# Patrick G. Walsh
Patrick Gerard Walsh, auch Peter Walsh (* 16. August 1923 in Accrington, Lancashire; † 16. Januar 2013 in Glasgow) war ein britischer Klassischer Philologe.

## Leben
Patrick G. Walsh besuchte mit einem Stipendium das Catholic College in Preston und studierte anschließend, ebenfalls als Stipendiat, an der University of Liverpool Klassische Philologie. Nachdem er mit dem First abgeschlossen hatte, diente er im Zweiten Weltkrieg beim Intelligence Corps der Royal Air Force.
Nach dem Kriegsdienst absolvierte Walsh ein Promotionsstudium an der National University of Ireland und lehrte danach als Dozent an der Universität Dublin. Später wechselte er als Professor an die University of Edinburgh, die ihm später die Ehrendoktorwürde (D.Litt.) verlieh. 1972 ging Walsh als Professor of Humanity an die University of Glasgow, wo er bis zu seiner Emeritierung tätig war. 1983 wurde er Mitglied der Royal Society of Edinburgh. Als Gastprofessor hielt er Vorlesungen an der University of Toronto, der Yale University, der University of North Carolina at Chapel Hill und der Georgetown University.
Walsh beschäftigte sich mit weiten Bereichen der lateinischen Literatur, die von der klassischen römischen Prosa über christliche Autoren bis ins Mittelalter reichten. Er verfasste grundlegenden Studien und Textausgaben zum Geschichtswerk des Livius, dem antiken Roman (Petronius, Satyricon und Apuleius, Metamorphosen), den Kirchenvätern Paulinus von Nola, Augustinus von Hippo und Thomas von Aquin, dem Dichter Andreas Capellanus und den Carmina Burana. Er setzte seine Forschungsarbeit bis ins hohe Alter fort, ehe es ihm die Parkinson-Krankheit unmöglich machte.

## Schriften (Auswahl)
- Livy, his historical aims and methods. Cambridge 1961. Nachdruck Cambridge 1963
- Letters of St. Paulinus of Nola. Translated and annotated by P. G. Walsh. Zwei Bände, Westminster 1967
- The Roman novel: The 'Satyricon' of Petronius and the 'Metamorphoses' of Apuleius. Cambridge 1970
- Courtly Love in the Carmina Burana. Edinburgh 1972
- T. Livi Ab urbe condita liber XXI. Edited by P. G. Walsh. London 1973
- Livy. Oxford 1974 (New surveys in the classics 8)
- Andreas Capellanus: on love. Edited with an English translation by P. G. Walsh. London 1982
- Titi Livi Ab urbe condita. Libri 26/27. Leipzig 1982. 2. Auflage, Leipzig 1989
- Titi Livi Ab urbe condita. Libri 28/30. Leipzig 1986
- Cassiodorus: Explanation of the Psalms. Translated and annotated by P. G. Walsh. Zwei Bände, New York 1991
- Love Lyrics from the Carmina Burana. Edited and Translated with a Commentary by P. G. Walsh. Chapel Hill (NC) 1993
- Livy: Book XXXVIII = Liber XXXVIII. Edited with an introduction, translation and commentary by P. G. Walsh. Warminster 1993
- Livy: Book XXXIX = Liber XXXIX. Edited with an introduction, translation and commentary by P. G. Walsh. Warminster 1994
- Livy: Book XL = Liber XL. Edited with an introduction, translation and commentary by P. G. Walsh. Warminster 1996
- Cicero: The nature of the gods. Translated with introduction and explanatory notes by P. G. Walsh. Oxford 1997
- Titi Livi ab urbe condita. T. 6: Libri XXXVI–XL. Oxford 1999
- One Hundred Latin Hymns: Ambrose to Aquinas. Cambridge (MA) 2012